# Canthochilum borinquensis
Canthochilum borinquensis là một loài bọ cánh cứng trong họ Bọ hung (Scarabaeidae).